# Jean-Marc Pansa
Jean-Marc Pansa, né le 20 août 1997 à Kourou en Guyane, est un joueur français de basket-ball. Il évolue au poste de pivot à la JL Bourg Basket.

## Biographie
Jean-Marc Pansa fait ses débuts professionnels lors de la saison 2016-2017 durant laquelle il joue 6 match avec la JSF Nanterre.
En avril 2018, Pansa se déclare candidat à la Draft 2018 de la NBA.
La même année, au mois de novembre, il est appelé comme partenaire d'entrainement en  Équipe de France pour pallier le forfait de Sekou Doumbouya.
Après 4 saisons en région parisienne, il signe un contrat de 5 ans avec les Sharks d'Antibes.
Malgré sa progression en devenant un joueur référencé de Pro B avec deux saisons à plus de 9 points et 5 rebonds par match ; son club décide de le prêter au Boulazac Basket Dordogne pour la saison 2023-2024. Lors de cette dernière il participera au beau parcours du club périgourdin jusqu'en finale des playoffs d'accession en terminant, avec son coéquipier Angelo Warner, dans le cinq majeur du championnat.
Le 22 juin 2024 la JL Bourg annonce l'arrivée de Jean-Marc Pansa avec un contrat de 2 ans. Il retrouve donc la Betclic Elite cinq ans après son dernier match avec Nanterre.